# Álvaro Soler/Diskografie
Diese Diskografie ist eine Übersicht über die musikalischen Werke des deutsch-spanischen Popsängers Álvaro Soler. Den Schallplattenauszeichnungen zufolge hat er bisher mehr als 5,2 Millionen Tonträger verkauft. Seine erfolgreichste Veröffentlichung ist die Single Sofía mit über 1,6 Millionen verkauften Einheiten.

## Alben

### Studioalben
| Jahr | Titel Musiklabel               | Höchstplatzierung, Gesamtwochen, AuszeichnungChartplatzierungen (Jahr, Titel, Musiklabel, Platzierungen, Wochen, Auszeichnungen, Anmerkungen) | Höchstplatzierung, Gesamtwochen, AuszeichnungChartplatzierungen (Jahr, Titel, Musiklabel, Platzierungen, Wochen, Auszeichnungen, Anmerkungen) | Höchstplatzierung, Gesamtwochen, AuszeichnungChartplatzierungen (Jahr, Titel, Musiklabel, Platzierungen, Wochen, Auszeichnungen, Anmerkungen) | Höchstplatzierung, Gesamtwochen, AuszeichnungChartplatzierungen (Jahr, Titel, Musiklabel, Platzierungen, Wochen, Auszeichnungen, Anmerkungen) | Höchstplatzierung, Gesamtwochen, AuszeichnungChartplatzierungen (Jahr, Titel, Musiklabel, Platzierungen, Wochen, Auszeichnungen, Anmerkungen) | Anmerkungen                                                 |
| Jahr | Titel Musiklabel               | DE | AT | CH | ES | IT | Anmerkungen                                                 |
| ---- | ------------------------------ | --- | --- | --- | --- | --- | ----------------------------------------------------------- |
| 2015 | Eterno agosto Airforce1 (UMG)  | DE5 Gold · (21 Wo.)DE | AT6 Gold · (25 Wo.)AT | CH1 Gold · (105 Wo.)CH | ES25 (10 Wo.)ES | IT1 Platin · (53 Wo.)IT | Erstveröffentlichung: 26. Juni 2015 Verkäufe: + 267.500     |
| 2018 | Mar de Colores Airforce1 (UMG) | DE8 Gold · (29 Wo.)DE | AT8 Gold · (19 Wo.)AT | CH4 (35 Wo.)CH | ES9 (11 Wo.)ES | IT10 Gold · (13 Wo.)IT | Erstveröffentlichung: 7. September 2018 Verkäufe: + 152.500 |
| 2021 | Magia Airforce1 (UMG)          | DE3 (14 Wo.)DE | AT4 (7 Wo.)AT | CH2 (16 Wo.)CH | ES29 (1 Wo.)ES | IT32 (7 Wo.)IT | Erstveröffentlichung: 9. Juli 2021                          |

### Kompilationen
| Jahr | Titel Musiklabel                      | Höchstplatzierung, Gesamtwochen, AuszeichnungChartplatzierungen (Jahr, Titel, Musiklabel, Platzierungen, Wochen, Auszeichnungen, Anmerkungen) | Höchstplatzierung, Gesamtwochen, AuszeichnungChartplatzierungen (Jahr, Titel, Musiklabel, Platzierungen, Wochen, Auszeichnungen, Anmerkungen) | Höchstplatzierung, Gesamtwochen, AuszeichnungChartplatzierungen (Jahr, Titel, Musiklabel, Platzierungen, Wochen, Auszeichnungen, Anmerkungen) | Höchstplatzierung, Gesamtwochen, AuszeichnungChartplatzierungen (Jahr, Titel, Musiklabel, Platzierungen, Wochen, Auszeichnungen, Anmerkungen) | Höchstplatzierung, Gesamtwochen, AuszeichnungChartplatzierungen (Jahr, Titel, Musiklabel, Platzierungen, Wochen, Auszeichnungen, Anmerkungen) | Anmerkungen                           |
| Jahr | Titel Musiklabel                      | DE | AT | CH | ES | IT | Anmerkungen                           |
| ---- | ------------------------------------- | --- | --- | --- | --- | --- | ------------------------------------- |
| 2022 | The Best of 2015–2022 Airforce1 (UMG) | DE10 (6 Wo.)DE | AT19 (1 Wo.)AT | CH8 (7 Wo.)CH | — | — | Erstveröffentlichung: 26. August 2022 |

### EPs
| Jahr | Titel Musiklabel                  | Anmerkungen                         |
| ---- | --------------------------------- | ----------------------------------- |
| 2021 | Summer Vibes 2021 Airforce1 (UMG) | Erstveröffentlichung: 11. Juni 2021 |
| 2022 | Barcelona Session Airforce1 (UMG) | Erstveröffentlichung: 22. Juli 2022 |

## Singles

### Als Leadmusiker
| Jahr | Titel Album                                                | Höchstplatzierung, Gesamtwochen, AuszeichnungChartplatzierungen (Jahr, Titel, Album, Platzierungen, Wochen, Auszeichnungen, Anmerkungen) | Höchstplatzierung, Gesamtwochen, AuszeichnungChartplatzierungen (Jahr, Titel, Album, Platzierungen, Wochen, Auszeichnungen, Anmerkungen) | Höchstplatzierung, Gesamtwochen, AuszeichnungChartplatzierungen (Jahr, Titel, Album, Platzierungen, Wochen, Auszeichnungen, Anmerkungen) | Höchstplatzierung, Gesamtwochen, AuszeichnungChartplatzierungen (Jahr, Titel, Album, Platzierungen, Wochen, Auszeichnungen, Anmerkungen) | Höchstplatzierung, Gesamtwochen, AuszeichnungChartplatzierungen (Jahr, Titel, Album, Platzierungen, Wochen, Auszeichnungen, Anmerkungen) | Anmerkungen                                                                                     |
| Jahr | Titel Album                                                | DE | AT | CH | ES | IT | Anmerkungen                                                                                     |
| ---- | ---------------------------------------------------------- | --- | --- | --- | --- | --- | ----------------------------------------------------------------------------------------------- |
| 2015 | El mismo sol Eterno agosto                                 | DE20 Gold · (21 Wo.)DE | AT6 Gold · (24 Wo.)AT | CH1 Platin · (26 Wo.)CH | ES6 ×2Doppelplatin · (49 Wo.)ES | IT1 ×6Sechsfachplatin · (36 Wo.)IT | Erstveröffentlichung: 24. April 2015 Verkäufe: + 715.000; zweite Version mit Jennifer Lopez     |
| 2015 | Agosto Eterno agosto                                       | — | — | — | — | — | Erstveröffentlichung: 26. Juni 2015 Verkäufe: + 20.000                                          |
| 2016 | Sofía Eterno agosto (Expanded Edition)                     | DE23 ×3Dreifachgold · (23 Wo.)DE | AT3 Platin · (26 Wo.)AT | CH1 ×2Doppelplatin · (71 Wo.)CH | ES7 ×3Dreifachplatin · (41 Wo.)ES | IT1 ×8Achtfachplatin · (39 Wo.)IT | Erstveröffentlichung: 15. April 2016 Verkäufe: + 1.685.000                                      |
| 2016 | Libre Eterno agosto (Expanded Edition)                     | — | — | — | — | IT26 Platin · (20 Wo.)IT | Erstveröffentlichung: 22. September 2016 Verkäufe: + 100.000; feat. Paty Cantú                  |
| 2017 | Animal Eterno agosto (Expanded Edition)                    | — | — | — | — | — | Erstveröffentlichung: 10. Februar 2017                                                          |
| 2017 | Yo contigo, tú conmigo (The Gong Gong Song) Mar de Colores | — | — | — | ES18 ×2Doppelplatin · (31 Wo.)ES | IT29 Platin · (28 Wo.)IT | Erstveröffentlichung: 16. Juni 2017 Verkäufe: + 170.000; feat. Morat                            |
| 2018 | La cintura Mar de Colores                                  | DE7 Platin · (27 Wo.)DE | AT8 Platin · (25 Wo.)AT | CH4 (34 Wo.)CH | ES3 ×4Vierfachplatin · (44 Wo.)ES | IT2 ×3Dreifachplatin · (28 Wo.)IT | Erstveröffentlichung: 30. März 2018 Verkäufe: + 1.205.000                                       |
| 2018 | Lo mismo Mar de colores                                    | — | — | — | — | — | Erstveröffentlichung: 24. August 2018 mit Maître Gims Original: Maître Gims & Vianney – La même |
| 2018 | Puebla Mar de colores                                      | — | — | — | — | — | Erstveröffentlichung: 31. August 2018                                                           |
| 2019 | Loca Mar de Colores (Versión Extendida)                    | — | — | CH95 (1 Wo.)CH | — | — | Erstveröffentlichung: 25. Januar 2019 Verkäufe: + 65.000                                        |
| 2019 | Arte No Manches Frida 2 (O.S.T.)                           | — | — | — | — | — | Erstveröffentlichung: 15. März 2019 mit Juanes                                                  |
| 2019 | La libertad Mar de Colores (Versión Extendida)             | DE62 (9 Wo.)DE | AT51 (5 Wo.)AT | CH65 (1 Wo.)CH | ES— GoldES | IT67 Gold · (11 Wo.)IT | Erstveröffentlichung: 10. Mai 2019 Verkäufe: + 80.000                                           |
| 2019 | Sobrenatural –                                             | — | — | — | ES92 Gold · (1 Wo.)ES | — | Erstveröffentlichung: 19. Juli 2019 Verkäufe: + 30.000; mit Juan Magán & Mariella Hazlo         |
| 2020 | Barrer a casa –                                            | — | — | — | — | — | Erstveröffentlichung: 2. April 2020 mit Sofia Ellar                                             |
| 2021 | Magia                                                      | DE28 Gold · (22 Wo.)DE | AT21 Gold · (17 Wo.)AT | CH29 (16 Wo.)CH | ES100 Platin · (1 Wo.)ES | IT57 Gold · (9 Wo.)IT | Erstveröffentlichung: 5. März 2021 Verkäufe: + 310.000                                          |
| 2021 | Si te vas Magia                                            | — | — | — | — | — | Erstveröffentlichung: 21. Mai 2021                                                              |
| 2021 | Mañana Magia                                               | DE98 (3 Wo.)DE | — | CH53 (5 Wo.)CH | ES— GoldES | IT76 (4 Wo.)IT | Erstveröffentlichung: 2. Juli 2021 Verkäufe: + 30.000; feat. Cali y El Dandee                   |
| 2021 | Manila The Best of 2015–2022                               | DE23 Gold · (33 Wo.)DE | AT15 ×2Doppelplatin · (35 Wo.)AT | CH19 Gold · (39 Wo.)CH | — | — | Erstveröffentlichung: 15. Oktober 2021 Verkäufe: + 270.000; mit Ray Dalton                      |
| 2022 | A contracorriente The Best of 2015–2022                    | — | — | — | ES43 ×2Doppelplatin · (23 Wo.)ES | — | Erstveröffentlichung: 14. Januar 2022 Verkäufe: + 120.000; mit David Bisbal                     |
| 2022 | Solo para ti The Best of 2015–2022                         | DE57 (12 Wo.)DE | AT65 (3 Wo.)AT | CH52 Gold · (8 Wo.)CH | — | — | Erstveröffentlichung: 22. April 2022 Verkäufe: + 10.000; feat. Topic                            |
| 2022 | Candela The Best of 2015–2022                              | DE— aDE | — | — | — | — | Erstveröffentlichung: 26. August 2022 feat. Nico Santos                                         |
| 2023 | Muero –                                                    | — | — | — | — | — | Erstveröffentlichung: 5. Mai 2023                                                               |
| 2023 | Para vivirla –                                             | — | — | — | — | — | Erstveröffentlichung: 28. Juli 2023                                                             |
| 2023 | Oxígeno –                                                  | — | — | — | — | — | Erstveröffentlichung: 8. September 2023                                                         |
| 2024 | Hot Like Summer –                                          | — | — | — | — | — | Erstveröffentlichung: 12. Januar 2024 mit Margaret                                              |
| 2024 | Te imaginaba –                                             | — | — | — | — | — | Erstveröffentlichung: 28. Juni 2024                                                             |
| 2024 | Cero –                                                     | — | — | — | — | — | Erstveröffentlichung: 27. September 2024 feat. Namayana Women’s Choir                           |
| 2024 | Dicen –                                                    | — | — | — | — | — | Erstveröffentlichung: 22. November 2024                                                         |
| 2025 | Con calma –                                                | — | — | — | — | — | Erstveröffentlichung: 7. März 2025                                                              |
| 2025 | Regalo –                                                   | — | — | — | — | — | Erstveröffentlichung: 20. Juni 2025                                                             |

### Als Gastmusiker
| Jahr | Titel Album                                                           | Höchstplatzierung, Gesamtwochen, AuszeichnungChartplatzierungen (Jahr, Titel, Album, Platzierungen, Wochen, Auszeichnungen, Anmerkungen) | Höchstplatzierung, Gesamtwochen, AuszeichnungChartplatzierungen (Jahr, Titel, Album, Platzierungen, Wochen, Auszeichnungen, Anmerkungen) | Höchstplatzierung, Gesamtwochen, AuszeichnungChartplatzierungen (Jahr, Titel, Album, Platzierungen, Wochen, Auszeichnungen, Anmerkungen) | Höchstplatzierung, Gesamtwochen, AuszeichnungChartplatzierungen (Jahr, Titel, Album, Platzierungen, Wochen, Auszeichnungen, Anmerkungen) | Höchstplatzierung, Gesamtwochen, AuszeichnungChartplatzierungen (Jahr, Titel, Album, Platzierungen, Wochen, Auszeichnungen, Anmerkungen) | Anmerkungen                                                                                   |
| Jahr | Titel Album                                                           | DE | AT | CH | ES | IT | Anmerkungen                                                                                   |
| --- | --------------------------------------------------------------------- | --- | --- | --- | --- | --- | --------------------------------------------------------------------------------------------- |
| 2017 | Let It All Go Mar de colores                                          | — | — | — | — | — | Erstveröffentlichung: 10. März 2017 Birdy feat. Álvaro Soler; Original: Birdy + Rhodes        |
| 2020 | Resistiré –                                                           | — | — | — | — | — | Erstveröffentlichung: 1. April 2020 als Teil von Resistiré 2020                               |
| 2021 | Non dire una parola Donna sulla luna                                  | — | — | — | — | — | Erstveröffentlichung: 10. September 2021 Baby K feat. Álvaro Soler                            |
| 2021 | Ihr kriegt uns nie mehr klein Boom Schakkalakka                       | — | — | — | — | — | Erstveröffentlichung: 19. November 2021 Dikka feat. Various Artists                           |
| 2022 | Better Days –                                                         | — | — | — | — | — | Erstveröffentlichung: 22. April 2022 als Teil von Wier                                        |
| 2022 | La bamba Boom Schakkalakka                                            | — | — | — | — | — | Erstveröffentlichung: 20. Mai 2022 Dikka feat. Álvaro Soler                                   |
| 2022 | A tu manera Vuélame el Corazón                                        | — | — | — | — | — | Erstveröffentlichung: 13. Oktober 2022 Macaco feat. Pedro Capó, Ky-Mani Marley & Álvaro Soler |
| 2023 | Y a ti nadie te quiere –                                              | — | — | — | — | — | Erstveröffentlichung: 22. September 2023 Conchita feat. Álvaro Soler                          |
| 2025 | Estrella T’estimo es te quiero                                        | — | — | — | — | — | Erstveröffentlichung: 23. Mai 2025 Alfred García feat. Álvaro Soler                           |
| Folgende Lieder erschienen nicht als Single, wurden aber durch das Album zum Download und Streaming bereitgestellt und konnten somit eine Platzierung erlangen: |                                                                       | | | | | |                                                                                               |
| |                                                                       | | | | | |                                                                                               |
| 2022 | Nur kein Wort über Bruno Encanto – Deutscher Original Film-Soundtrack | DE— bDE | — | — | — | — | Charteinstieg: 18. Februar 2022 als Teil des Encanto-Casts                                    |

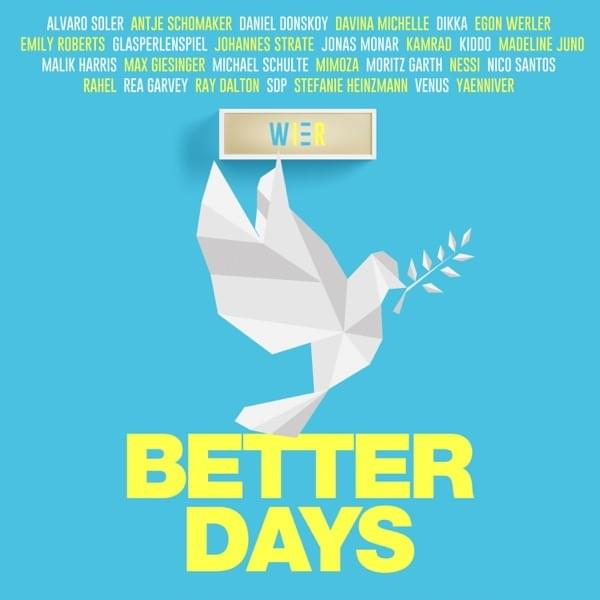
Frontcover Better Days

## Musikvideos
| Jahr | Titel                         | Regie                                                                          |
| ---- | ----------------------------- | ------------------------------------------------------------------------------ |
| 2015 | El mismo sol                  | Daniel Eceolaza (2015, Soloversion) Henk Otte (2016, Remix mit Jennifer Lopez) |
| 2015 | Agosto                        | Henk Otte                                                                      |
| 2016 | Volar                         |                                                                                |
| 2016 | Sofía                         | Noël Dernesch                                                                  |
| 2016 | Libre (Italian Version)       | Gaetano Morbioli                                                               |
| 2017 | Animal                        | Noël Dernesch                                                                  |
| 2017 | Sie lässt mich allein         | Volker Weicker                                                                 |
| 2018 | La cintura                    | Frank Hoffmann (Soloversion) — (Remix feat. Flo Rida y TINI)                   |
| 2018 | Lo mismo                      |                                                                                |
| 2018 | Puebla                        |                                                                                |
| 2018 | Ella                          |                                                                                |
| 2019 | Loca                          |                                                                                |
| 2019 | La libertad                   |                                                                                |
| 2019 | Sobrenatural                  |                                                                                |
| 2020 | Resistiré                     |                                                                                |
| 2021 | Magia                         |                                                                                |
| 2021 | Si te vas                     | Von Lindeman, Álvaro Soler, Tamino Zuch                                        |
| 2021 | Mañana                        | Ada Odreman, Tim Eichel                                                        |
| 2021 | Non dire una parola           | Mauro Russo                                                                    |
| 2021 | Manila                        |                                                                                |
| 2021 | Ihr kriegt uns nie mehr klein | Alexander Gellner                                                              |
| 2022 | A contracorriente             | Gus Carballo                                                                   |
| 2022 | Solo para ti                  | Pedro Pablo Araujo                                                             |
| 2022 | La bamba                      | Alexander Gellner                                                              |
| 2022 | Candela                       |                                                                                |
| 2022 | A tu manera                   | Adolfo Guerrero                                                                |
| 2023 | Muero                         | Linero                                                                         |
| 2023 | Oxígeno                       | Ester G. Mera                                                                  |
| 2023 | Y a ti nadie te quiere        | LS David                                                                       |
| 2024 | Hit Like Summer               | Pawel Grabowski                                                                |
| 2025 | Con calma                     | Anthony Molina                                                                 |
| 2025 | Estrella                      | Marc Borràs                                                                    |

## Autorenbeteiligungen
| Jahr | Titel Album            | Anmerkungen                                                    |
| ---- | ---------------------- | -------------------------------------------------------------- |
| 2015 | Felsenfest Wachgeküsst | Erstveröffentlichung: 10. Juli 2015 Interpretation: Wolkenfrei |

## Promoveröffentlichungen
| Jahr | Titel Album       | Anmerkungen                        |
| ---- | ----------------- | ---------------------------------- |
| 2021 | Alma de luz Magia | Erstveröffentlichung: 2. Juli 2021 |

## Sonderveröffentlichungen

### Alben
| Jahr | Titel Musiklabel                 | Anmerkungen                                                        |
| ---- | -------------------------------- | ------------------------------------------------------------------ |
| 2016 | Spotify Sessions Airforce1 (UMG) | Erstveröffentlichung: 16. September 2016 Vertrieb nur über Spotify |

### Lieder
| Jahr | Titel Album                                     | Anmerkungen                                                                                   |
| ---- | ----------------------------------------------- | --------------------------------------------------------------------------------------------- |
| 2016 | Libre (Italian Version) Adesso (Tour Edition)   | Erstveröffentlichung: 30. Dezember 2016 Emma Marrone feat. Álvaro Soler                       |
| 2017 | Let It All Go Mar de colores                    | Erstveröffentlichung: 10. März 2017 Birdy feat. Álvaro Soler; Original: Birdy + Rhodes        |
| 2017 | Sonrio La vita com’è (Single)                   | Erstveröffentlichung: 19. April 2017 Max Gazzè feat. Álvaro Soler                             |
| 2021 | Non dire una parola Donna sulla luna            | Erstveröffentlichung: 11. Juni 2021 Baby K feat. Álvaro Soler                                 |
| 2022 | Ihr kriegt uns nie mehr klein Boom Schakkalakka | Erstveröffentlichung: 26. August 2022 Dikka feat. Various Artists                             |
| 2022 | La bamba Boom Schakkalakka                      | Erstveröffentlichung: 26. August 2022 Dikka feat. Álvaro Soler                                |
| 2022 | A tu manera Vuélame el Corazón                  | Erstveröffentlichung: 4. November 2022 Macaco feat. Pedro Capó, Ky-Mani Marley & Álvaro Soler |
| 2023 | Mal amor Ride                                   | Erstveröffentlichung: 26. Mai 2023 Nico Santos feat. Álvaro Soler                             |
| 2025 | Estrella T’estimo es te quiero                  | Erstveröffentlichung: 30. Mai 2025 Alfred García feat. Álvaro Soler                           |

| Jahr | Titel Album                                                                               | Anmerkungen                                                                                  |
| ---- | ----------------------------------------------------------------------------------------- | -------------------------------------------------------------------------------------------- |
| 2016 | Die schnellste Maus von Mexiko Giraffenaffen 5                                            | Erstveröffentlichung: 28. Oktober 2016 Original: Eric Frantzen Chor & Orchester              |
| 2017 | Sie lässt mich allein Dein Song 2017                                                      | Erstveröffentlichung: 17. März 2017 mit Farzin Javadi                                        |
| 2018 | Sempre brilla el sol El disc de La Marató 2018: Càncer (La investigació dona vida)        | Erstveröffentlichung: 2. Dezember 2018                                                       |
| 2019 | An Wunder Sing meinen Song – Das Tauschkonzert Vol. 6                                     | Erstveröffentlichung: 7. Mai 2019 Original: Wincent Weiss                                    |
| 2019 | Kreise Sing meinen Song – Das Tauschkonzert Vol. 6                                        | Erstveröffentlichung: 14. Mai 2019 Original: Johannes Oerding                                |
| 2019 | 1 mit dir Sing meinen Song – Das Tauschkonzert Vol. 6                                     | Erstveröffentlichung: 21. Mai 2019 Original: Ewig                                            |
| 2019 | Happiness Sing meinen Song – Das Tauschkonzert Vol. 6                                     | Erstveröffentlichung: 24. Mai 2019 Original: Michael Patrick Kelly                           |
| 2019 | Lay Your Worry Down Sing meinen Song – Das Tauschkonzert Vol. 6                           | Erstveröffentlichung: 24. Mai 2019 Original: Milow                                           |
| 2019 | Million Lightyears Sing meinen Song – Das Tauschkonzert Vol. 6                            | Erstveröffentlichung: 24. Mai 2019 Original: Beyond the Black                                |
| 2019 | Have Yourself a Merry Little Christmas Sing meinen Song – Die Weihnachtsparty Vol. 6      | Erstveröffentlichung: 26. November 2019 mit Wincent Weiss; Original: Judy Garland            |
| 2019 | Ich will noch nicht nach Hause Sing meinen Song – Die Weihnachtsparty Vol. 6              | Erstveröffentlichung: 26. November 2019 mit Biedermann, Haben, Kelly, Milow, Oerding & Weiss |
| 2019 | It’s Beginning to Look a Lot Like Christmas Sing meinen Song – Die Weihnachtsparty Vol. 6 | Erstveröffentlichung: 26. November 2019 Original: Perry Como & The Fontane Sisters           |
| 2019 | When You Wish upon a Star Sing meinen Song – Die Weihnachtsparty Vol. 6                   | Erstveröffentlichung: 26. November 2019 mit Jennifer Haben; Original: Cliff Edwards          |

| Jahr | Titel Soundtrack                                                            | Anmerkungen                                                        |
| ---- | --------------------------------------------------------------------------- | ------------------------------------------------------------------ |
| 2017 | Yo contigo, tú conmigo (The Gong Gong Song) Ich – Einfach unverbesserlich 3 | Erstveröffentlichung: 1. November 2017 mit Morat                   |
| 2019 | Arte No Manches Frida 2                                                     | Erstveröffentlichung: 15. März 2019 mit Juanes                     |
| 2021 | Nur kein Wort über Bruno Encanto                                            | Erstveröffentlichung: 19. November 2021 als Teil des Encanto-Casts |
| 2021 | Oruguitas Encanto                                                           | Erstveröffentlichung: 19. November 2021                            |

## Statistik

### Chartauswertung
|                     | DE    | AT    | CH    | ES    | IT    |
| ------------------- | ----- | ----- | ----- | ----- | ----- |
| Nummer-eins-Alben   | DE—DE | AT—AT | CH1CH | ES—ES | IT1IT |
| Top-10-Alben        | DE4DE | AT3AT | CH4CH | ES1ES | IT2IT |
| Alben in den Charts | DE4DE | AT4AT | CH4CH | ES3ES | IT3IT |

|                       | DE    | AT    | CH    | ES    | IT    |
| --------------------- | ----- | ----- | ----- | ----- | ----- |
| Nummer-eins-Singles   | DE—DE | AT—AT | CH2CH | ES—ES | IT2IT |
| Top-10-Singles        | DE1DE | AT3AT | CH3CH | ES3ES | IT3IT |
| Singles in den Charts | DE8DE | AT7AT | CH9CH | ES6ES | IT8IT |

### Auszeichnungen für Musikverkäufe
| Goldene Schallplatte - Belgien - 2015: für die Single El mismo sol - 2018: für die Single La cintura - Brasilien - 2023: für die Single La cintura - Dänemark - 2019: für die Single La cintura - 2024: für die Single Sofía - Frankreich - 2019: für die Single La cintura - Italien - 2023: für das Lied Non si nomina Bruno - Niederlande - 2015: für die Single El mismo sol - 2019: für die Single Loca - Polen - 2021: für die Single La libertad - 2021: für die Single Loca | Platin-Schallplatte - Belgien - 2017: für die Single Sofía - Frankreich - 2023: für die Single Sofía - Mexiko - 2019: für die Single La cintura - Niederlande - 2017: für die Single Sofía - Polen - 2017: für die Single Agosto - 2020: für das Album Mar de Colores - 2023: für die Single Libre - Schweden - 2018: für die Single La cintura | 2× Platin-Schallplatte - Polen - 2021: für die Single La cintura 3× Platin-Schallplatte - Polen - 2017: für die Single El mismo sol Diamantene Schallplatte - Polen - 2017: für die Single Sofía - 2024: für das Album Eterno agosto |

Anmerkung: Auszeichnungen in Ländern aus den Charttabellen bzw. Chartboxen sind in ebendiesen zu finden.
| Land/RegionAuszeichnungen für Musikverkäufe (Land/Region, Auszeichnungen, Verkäufe, Quellen) | Gold       | Platin       | Diamant     | Verkäufe  | Quellen              |
| -------------------------------------------------------------------------------------------- | ---------- | ------------ | ----------- | --------- | -------------------- |
| Belgien (BRMA)                                                                               | 2× Gold2   | Platin1      | —           | 65.000    | ultratop.be          |
| Brasilien (PMB)                                                                              | Gold1      | —            | —           | 20.000    | pro-musicabr.org.br  |
| Dänemark (IFPI)                                                                              | 2× Gold2   | —            | —           | 90.000    | ifpi.dk              |
| Deutschland (BVMI)                                                                           | 6× Gold6   | 2× Platin2   | —           | 1.800.000 | musikindustrie.de    |
| Frankreich (SNEP)                                                                            | Gold1      | Platin1      | —           | 300.000   | snepmusique.com      |
| Italien (FIMI)                                                                               | 4× Gold4   | 20× Platin20 | —           | 1.135.000 | fimi.it              |
| Mexiko (AMPROFON)                                                                            | —          | Platin1      | —           | 60.000    | amprofon.com.mx      |
| Niederlande (NVPI)                                                                           | 2× Gold2   | Platin1      | —           | 95.000    | nvpi.nl              |
| Österreich (IFPI)                                                                            | 4× Gold4   | 4× Platin4   | —           | 165.000   | ifpi.at              |
| Polen (ZPAV)                                                                                 | 2× Gold2   | 8× Platin8   | 2× Diamant2 | 500.000   | olis.pl              |
| Schweden (IFPI)                                                                              | —          | Platin1      | —           | 40.000    | sverigetopplistan.se |
| Schweiz (IFPI)                                                                               | 3× Gold3   | 3× Platin3   | —           | 90.000    | hitparade.ch         |
| Spanien (Promusicae)                                                                         | 3× Gold3   | 14× Platin14 | —           | 890.000   | elportaldemusica.es  |
| Insgesamt                                                                                    | 30× Gold30 | 56× Platin56 | 2× Diamant2 |           |                      |